# Bahnhof Laudenbach (Württ)
Der Bahnhof Laudenbach (Württ) und heutige Haltepunkt Laudenbach (Württ) ist eine Betriebsstelle der Bahnstrecke Crailsheim–Königshofen. Er liegt in Laudenbach, einem Stadtteil von Weikersheim, im Main-Tauber-Kreis in Baden-Württemberg.

## Lage
Das ehemalige Empfangsgebäude befindet sich in der Bahnstraße in Laudenbach im Vorbachtal, einem linken Seitental des Taubertals. Nach dem nächsten Halt in Weikersheim verläuft die Bahnstrecke weiter entlang des Taubertals.

## Geschichte
Der ehemalige Bahnhof Laudenbach (Württ) wurde mittlerweile zum Haltepunkt zurückgebaut. Er hatte früher ein vor dem Gebäude untergebrachtes Kurbel-Stellwerk, das später eingehaust wurde. Ein Lagerhaus hatte zwei Anschlussgleise. Der Bahnhof hatte drei Hauptgleise, ein Freiladegleis mit Kopf- und Seitenrampe, eine Güterhalle mit 40-Tonnen-Gleiswaage, Remise und ein Nebengebäude mit Toiletten und Badhaus des Personals. Im Bahnhof war auch lange Zeit die Poststelle untergebracht.
Im August 2017 wurde der Haltepunkt umgebaut und der Bahnsteig neu gestaltet. Er wurde auf 100 m Länge auf 55 cm Höhe angehoben, eine neue Wetterschutzanlage, eine LED-Beleuchtung, ein Fahrgastinformationssystem mit akustischer Ansage, ein Leitsystem für Sehbehinderte und ein neuer barrierefreier Zugang hinzugefügt. Der Parkplatz wurde um eine Abstellfläche für Fahrräder erweitert und gepflastert.

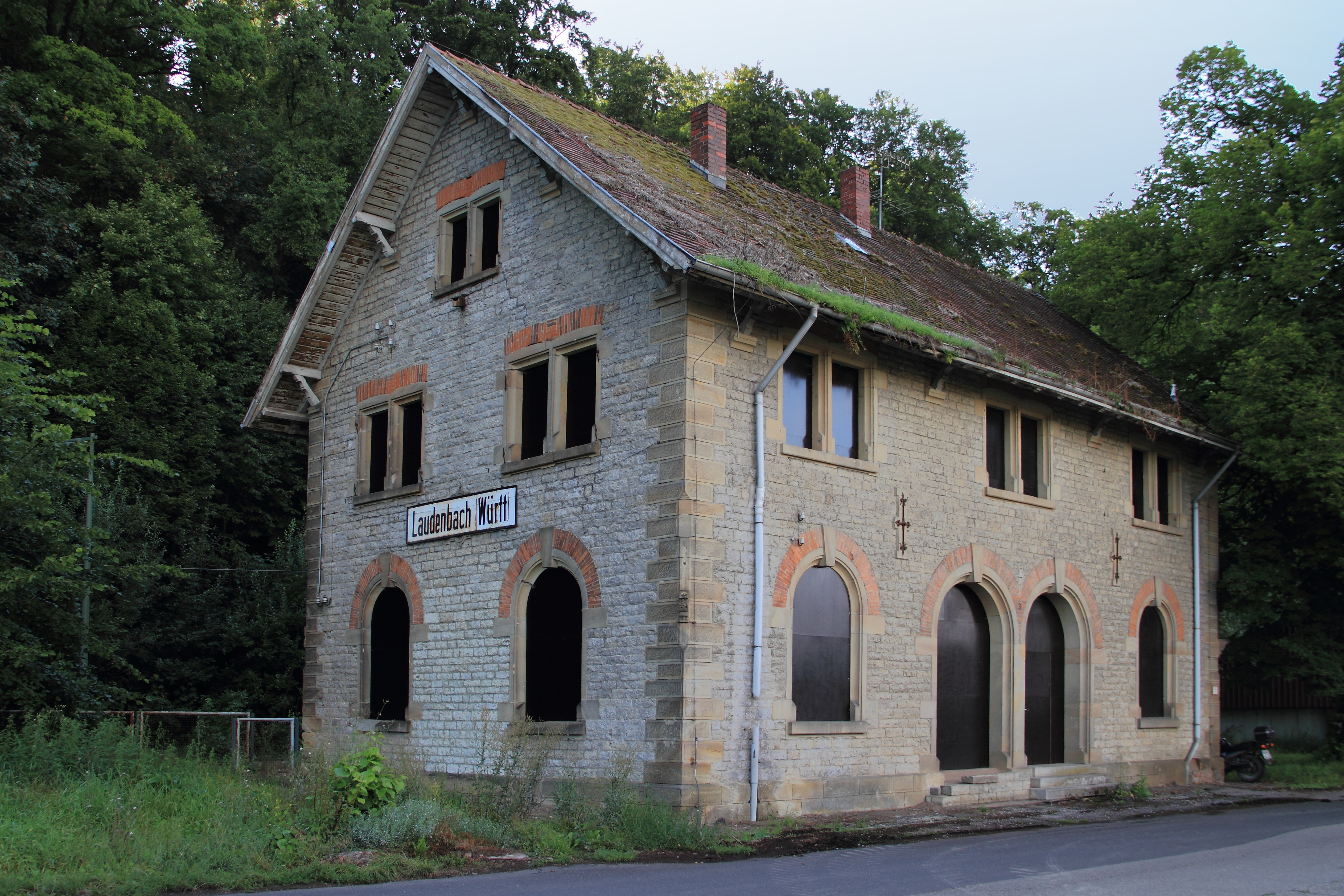
ehem. Empfangsgebäude
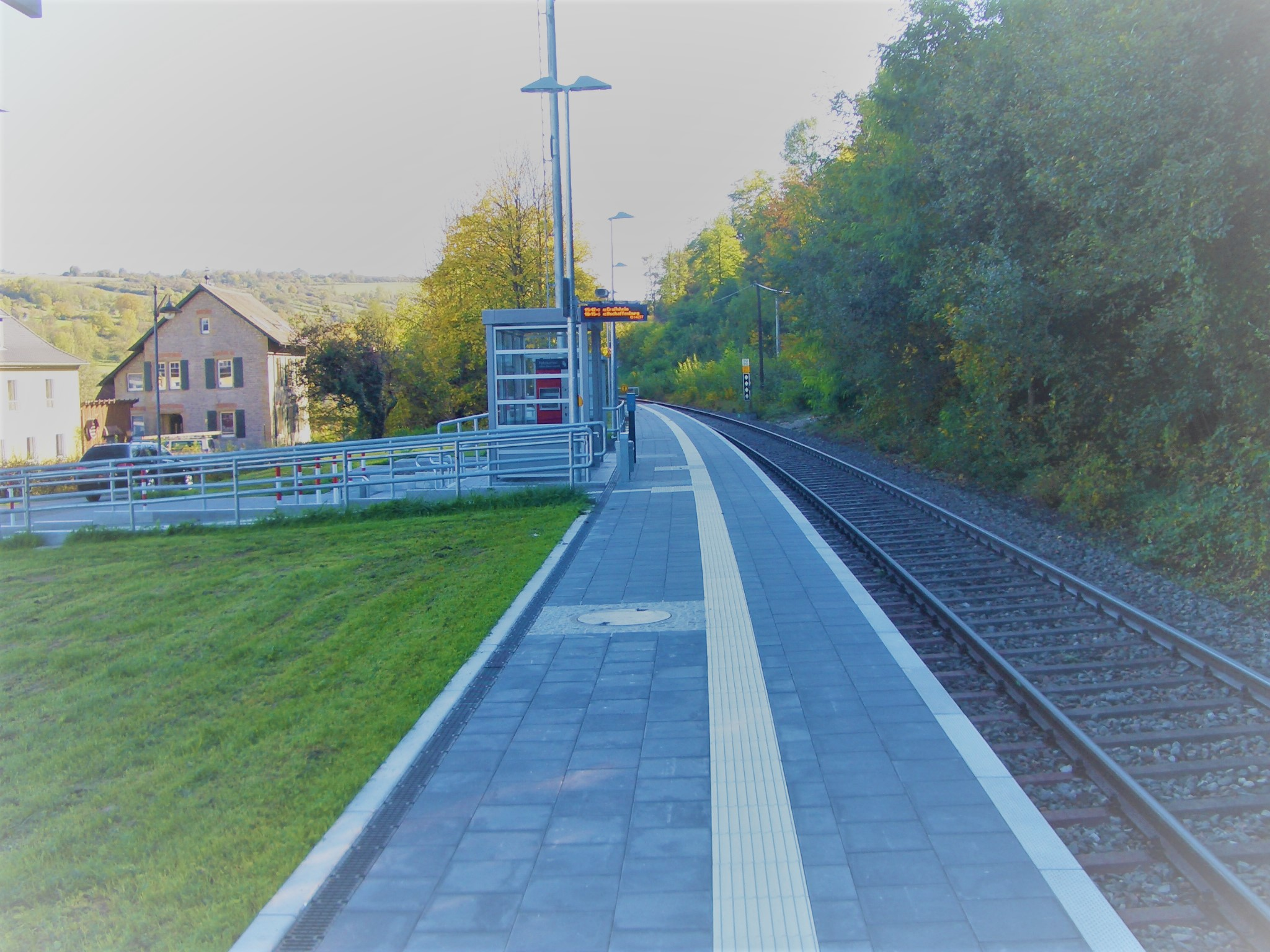
Der 100 Meter lange Bahnsteig
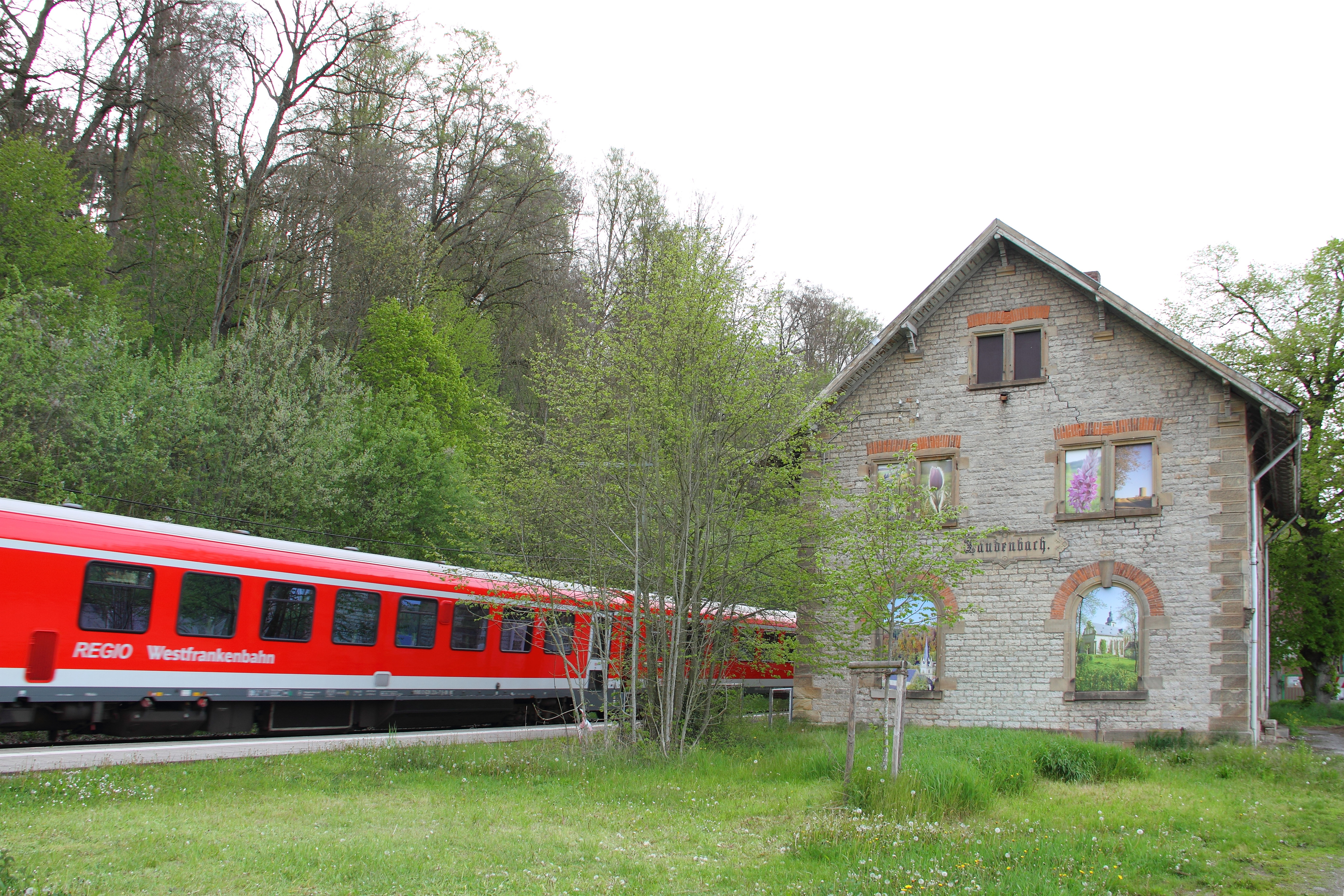
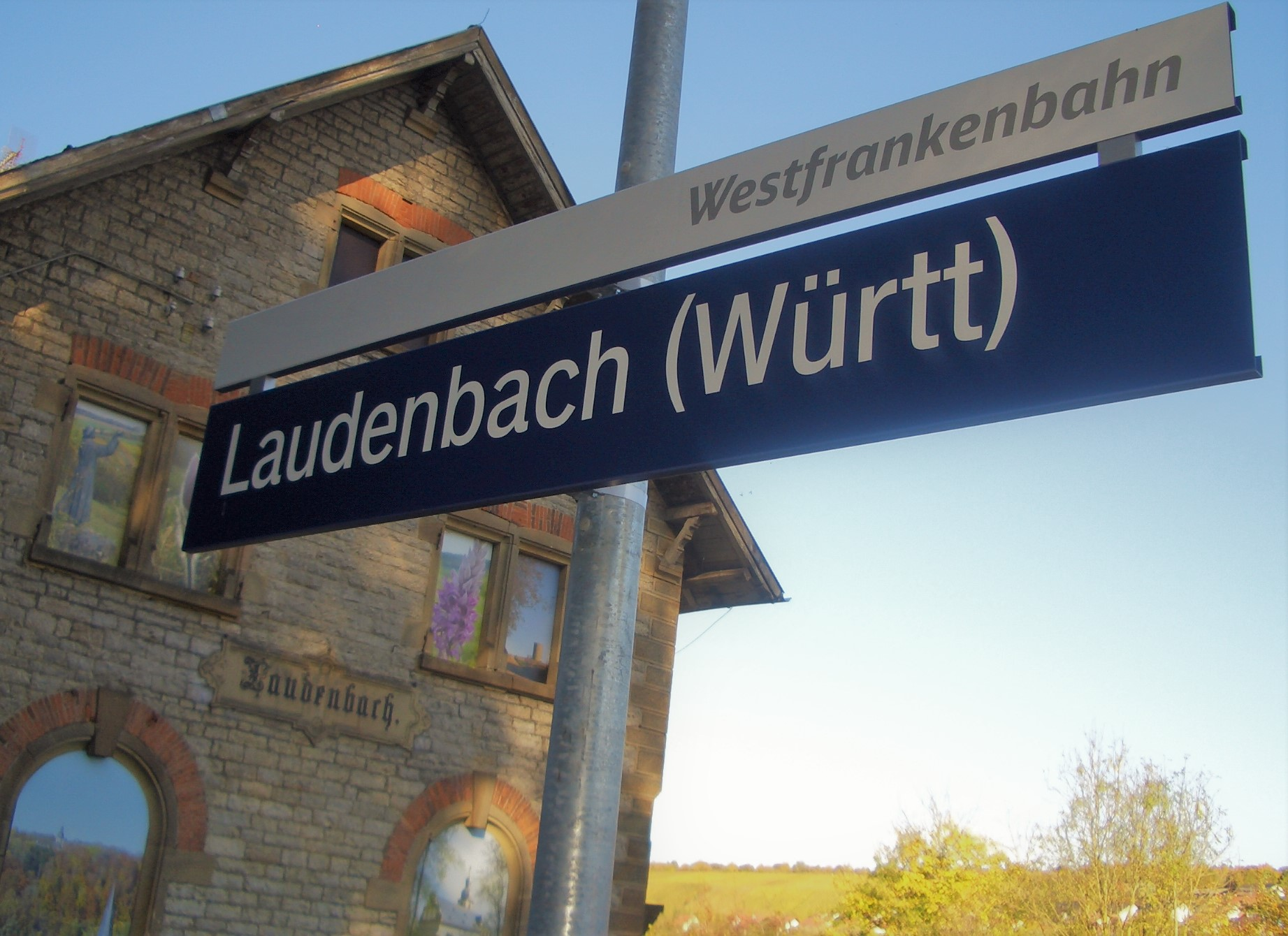
Stationsschild

## Denkmalschutz
Das Empfangsgebäude steht unter Denkmalschutz. 2016 trugen Bürger zur Verschönerung des Bahnhofsgebäudes bei.